# 恋人の歌がきこえる
『恋人の歌がきこえる』（こいびとのうたがきこえる）は1989年10月14日から12月23日にかけて、日本テレビの土曜グランド劇場枠で放送されたテレビドラマ。妻を亡くしたファッション雑誌のカメラマンを中心としたモザイク的に交錯する恋模様と友情を、トレンディードラマ路線で描いた作品。副題は「URBAN LOVE SONG」。

## スタッフ
- 脚本：畑嶺明
- 演出：石橋冠、酒井浩至、井上健、中島悟、佐藤東弥、細野英延
- 主題歌：THE ALFEE『恋人の歌がきこえる』
- 挿入歌：中村雅俊『群れを離れた鳥たち 』

## キャスト
- 松井浩：中村雅俊
ファッション誌のカメラマンで38歳。3年前に妻を亡くし、妹と暮らしている。かつて妻を題材とした「家族」という写真集を出し注目されたが、現在は自分が納得できる写真を撮れていない。良平の章子に対する恋を応援しており、章子にも彼のプロポーズを受け入れるよう依頼する場面がある。最終話で一大決心しアフリカに渡る。
- 城野章子：池上季実子
ファッションブランドで働く男勝りのキャリアウーマン。油絵が趣味。良平にプロポーズされ一旦は断るが最終話で受け入れた。浩とは恋愛関係ではなく、同志の関係という設定で終わっている。
- 服部良平：渡辺裕之
浩の学生時代からの親友で広英出版で働く雑誌の編集長。章子に恋心を抱きプロポーズする。（交差点でのプロポーズ場面は、礼宮文仁親王（現：秋篠宮文仁親王）が、川嶋紀子（現：文仁親王妃紀子）にプロポーズしたエピソードに肖ったものである。）
- 松井真弓：早見優
浩の妹で大学4年生。良平に恋心を抱いている。
- 杉本玉男：布施博
浩のアシスタント。浩宅に住み込みしており真弓に惚れている。
- 柳田美沙：鈴木保奈美
広英出版で働く良平の部下。浩に恋心を抱いている。料理が得意。
- 部長（役名不明）：佐々木勝彦
章子の上司。章子に厳しく、現在ではパワー・ハラスメントに該当する言葉で叱責する場面もある。
- ハルカ（役名不明）：高樹沙耶
喫茶店を経営している。浩の亡くなった妻の友人。浩や玉男の良き理解者。
- 赤星亜希
- 若山幸子

## サブタイトル
| 話数 | 放送日          | サブタイトル         | 演出     |
| ---- | --------------- | -------------------- | -------- |
| 1    | 1989年 10月14日 | （サブタイトル無し） | 石橋冠   |
| 2    | 10月21日        | （〃）               | 石橋冠   |
| 3    | 10月28日        | その時、愛が芽生えた | 石橋冠   |
| 4    | 11月4日         | 雨の出会い           | 酒井浩至 |
| 5    | 11月11日        | 友情ある説得         | 井上健   |
| 6    | 11月18日        | キスしてください     | 井上健   |
| 7    | 11月25日        | 愛の危険信号         | 石橋冠   |
| 8    | 12月2日         | プロポーズ           | 中島悟   |
| 9    | 12月9日         | 私を抱いて･･･        | 佐藤東弥 |
| 10   | 12月16日        | 友情か恋か           | 細野英延 |
| 11   | 12月23日        | それぞれの出発       | 細野英延 |

## 補足
- 本作に関する情報はインターネットで入手するのは非常に困難な状態にある。出演者の名前はレギュラー出演者の名前のみを公表しているページが多く、登場人物の名前やプロフィールを公表しているページは皆無に等しい。ただし、なぜこのようになったのかは明らかでない。

- 都会的な男女の友情や恋愛を狙った作品のためか、登場人物の台詞や仕草が非現実的なシーンが多い。（バブル景気時に製作されたトレンディドラマはその傾向が強い）

| 日本テレビ 土曜グランド劇場    | 日本テレビ 土曜グランド劇場           | 日本テレビ 土曜グランド劇場         |
| 前番組                         | 番組名                                | 次番組                              |
| ------------------------------ | ------------------------------------- | ----------------------------------- |
| あの夏に抱かれたい (1989年9月) | 恋人の歌がきこえる (1989年10月～12月) | いけない女子高物語 (1990年1月～3月) |